# Unikornis (televíziós sorozat)
Az Unikornis (eredeti cím: The Unicorn) 2019 és 2021 között vetített amerikai szitkom, amelyet Bill Martin, Mike Schiff és Grady Cooper alkotott. A főbb szerepekben Walton Goggins, Rob Corddry, Omar Benson Miller, Maya Lynne Robinson és Ruby Jay látható.
Amerikában 2019. szeptember 26-án a CBS, Magyarországon 2023. május 18-án a Viasat 6 mutatta be.
2021 májusában két évad után törölték a sorozatot.

## Ismertető
Egy nemrégiben megözvegyült, két lányt nevelő apát barátai arra bátorítanak, hogy újra randevúzni kezdjen. Meglepetésére nagyon népszerű lesz, mivel mind özvegyként, mind pedig odaadó apaként nagyon keresetté válik.

## Szereplők
| Szereplők | Színész             | Magyar hang     | Leírás |
| --------- | ------------------- | --------------- | --- |
| Wade      | Walton Goggins      | Szatmári Attila | Kertépítő cég tulajdonosa és egyedülálló apa, aki felesége halála után próbál új egyensúlyt találni az életében. |
| Forrest   | Rob Corddry         | Kapácsy Miklós  | Wade barátja és Delia férje, aki humánerőforrás-szakértőként dolgozik.                                           |
| Ben       | Omar Benson Miller  | Elek Ferenc     | Wade barátja, aki a helyi focicsapat edzője és egy hangtechnikai céget vezet. Michelle felesége.                 |
| Michelle  | Maya Lynne Robinson | Nádasi Veronika | Wade barátja, aki négygyermekes háztartásbeli anya és Ben felesége.                                              |
| Grace     | Ruby Jay            | Magyar Viktória | Wade idősebb lánya.                                                                                              |
| Natalie   | Makenzie Moss       | Rostás Luca     | Wade kisebbik lánya.                                                                                             |
| Noah      | Devin Bright        | Tóth Csanád     | Ben és Michelle fia.                                                                                             |
| Delia     | Michaela Watkins    | Bertalan Ágnes  | Wade gyermekorvos barátja, aki Forrest felesége.                                                                 |

### Magyar változat
- Bemondó: Nagy Sándor
- Magyar szöveg: Vámos András
- Hangmérnök és vágó: Zakar Sándor
- Gyártásvezető: Masoll Ildikó
- Szinkronrendező: Kéthely Nagy Luca
- Produkciós vezető: Witzenleiter Kitti

A szinkront a Direct Dub Studios készítette el.

## Évados áttekintés
| Évad | Évad | Epizódok | Eredeti sugárzás     | Eredeti sugárzás  | Eredeti adó | Magyar sugárzás  | Magyar sugárzás  | Magyar adó |
| Évad | Évad | Epizódok | Évadpremier          | Évadfinálé        | Eredeti adó | Évadpremier      | Évadfinálé       | Magyar adó |
| ---- | ---- | -------- | -------------------- | ----------------- | ----------- | ---------------- | ---------------- | ---------- |
|      | 1    | 18       | 2019. szeptember 26. | 2020. március 12. | CBS         | 2023. május 18.  | 2023. június 13. | Viasat 6   |
|      | 2    | 13       | 2020. november 12.   | 2021. március 18. | CBS         | 2023. június 14. | 2023. június 30. | Viasat 6   |

## Epizódok

### 1. évad (2019-2020)
| Sor. | Év. | Cím                                                     | Rendező                   | Író                                                                                      | Premier                              | Nézettség   |
| ---- | --- | ------------------------------------------------------- | ------------------------- | ---------------------------------------------------------------------------------------- | ------------------------------------ | ----------- |
| 1.   | 1.  | Unikornis (Pilot)                                       | John Hamburg              | Történet: Bill Martin, Mike Schiff és Grady Cooper Tévéjáték: Bill Martin és Mike Schiff | 2019. szeptember 26. 2023. május 18. | 6,04 millió |
| 2.   | 2.  | Nehéz szakítás (Breaking Up is Hard to Do)              | John Hamburg              | Bill Martin                                                                              | 2019. október 3. 2023. május 19.     | 5,99 millió |
| 3.   | 3.  | Özvegyek klubja (Widow's Group)                         | John Hamburg              | Mike Schiff                                                                              | 2019. október 10. 2023. május 22.    | 5,15 millió |
| 4.   | 4.  | Az unikornis és a harcsa (The Unicorn and the Catfish)  | Matt Sohn                 | Christine Zander                                                                         | 2019. október 17. 2023. május 23.    | 5,23 millió |
| 5.   | 5.  | Nincsenek kis szerepek (No Small Parts)                 | Todd Holland              | Jason Belleville                                                                         | 2019. október 24. 2023. május 24.    | 5,87 millió |
| 6.   | 6.  | Kimenő három főre (Three Men Out)                       | Matthew A. Cherry         | Chris Kelly                                                                              | 2019. november 7. 2023. május 25.    | 5,89 millió |
| 7.   | 7.  | Késésben (Wade Delayed)                                 | Kabir Akhtar              | Jacque Edmonds Cofer                                                                     | 2019. november 14. 2023. május 26.   | 5,63 millió |
| 8.   | 8.  | Pulykák és hagyományok (Turkeys and Traditions)         | Dean Holland              | Skander Halim és Gina Ippolito                                                           | 2019. november 21. 2023. május 30.   | 5,65 millió |
| 9.   | 9.  | Csak lazán (No Pressure)                                | Alex Reid                 | Sophia Lear                                                                              | 2019. december 5. 2023. május 31.    | 5,74 millió |
| 10.  | 10. | Anna és az unikornis (Anna and the Unicorn)             | Jay Karas                 | Howard Jordan, Jr.                                                                       | 2019. december 12. 2023. június 1.   | 5,46 millió |
| 11.  | 11. | Az öröm nem dob szikrát (If It Doesn't Spark Joy)       | Dean Holland              | Eden Dranger                                                                             | 2020. január 9. 2023. június 2.      | 4,75 millió |
| 12.  | 12. | Ez már nem romantikus (It Isn't Romantic)               | Betsy Thomas és Alex Reid | Bill Martin                                                                              | 2020. január 16. 2023. június 5.     | 5,62 millió |
| 13.  | 13. | A legrosszabb esetben (Worst Case Scenario)             | John Hamburg              | Jacque Edmonds Cofer                                                                     | 2020. január 30. 2023. június 6.     | 5,76 millió |
| 14.  | 14. | Wade, a segítőkész (The Wade Beneath My Wings)          | Bill Purple               | Jason Belleville                                                                         | 2020. február 6. 2023. június 7.     | 6,06 millió |
| 15.  | 15. | Mindenki győztes (Everyone's a Winner)                  | Matt Sohn                 | Chris Kelly                                                                              | 2020. február 13. 2023. június 8.    | 5,97 millió |
| 16.  | 16. | Új megbízás (The Client)                                | Rebecca Asher             | Christine Zander és Sophia Lear                                                          | 2020. február 20. 2023. június 9.    | 5,90 millió |
| 17.  | 17. | Caroline-nal ne (Caroline, No)                          | Kabir Akhtar              | Jake Lasker                                                                              | 2020. március 5. 2023. június 12.    | 5,45 millió |
| 18.  | 18. | Bármit is hoz a jövő (No Matter What the Future Brings) | Alex Reid                 | Mike Schiff                                                                              | 2020. március 12. 2023. június 13.   | 5,79 millió |

### 2. évad (2020-2021)
| Sor. | Év. | Cím                                                             | Rendező           | Író                            | Premier                             | Nézettség   |
| ---- | --- | --------------------------------------------------------------- | ----------------- | ------------------------------ | ----------------------------------- | ----------- |
| 19.  | 1.  | Keresd a görényes nőt (There's Something About Whoever-She-Was) | John Hamburg      | Bill Martin                    | 2020. november 12. 2023. június 14. | 4,08 millió |
| 20.  | 2.  | Ez komplikált (It's Complicated)                                | John Hamburg      | Mike Schiff                    | 2020. november 19. 2023. június 15. | 3,90 millió |
| 21.  | 3.  | A szándék a fontos (It's the Thought That Counts)               | Matthew A. Cherry | Howard Jordan, Jr.             | 2020. december 3. 2023. június 16.  | 3,69 millió |
| 22.  | 4.  | Közös meló (Work It)                                            | Matt Sohn         | Jason Belleville               | 2020. december 17. 2023. június 19. | 3,36 millió |
| 23.  | 5.  | Első benyomás (The First Supper)                                | Betsy Thomas      | Jacque Edmonds Cofer           | 2021. január 21. 2023. június 20.   | 3,55 millió |
| 24.  | 6.  | Aludj itt (Overnight Sensation)                                 | Amy Coughlin      | Chris Kelly                    | 2021. január 28. 2023. június 21.   | 3,12 millió |
| 25.  | 7.  | Szervó röpte (Swerve and Volley)                                | Dean Holland      | Sophia Lear                    | 2021. február 4. 2023. június 22.   | 3,16 millió |
| 26.  | 8.  | Nincs menekvés (No Exit)                                        | Dean Holland      | Gina Ippolito és Skander Halim | 2021. február 11. 2023. június 23.  | 4,05 millió |
| 27.  | 9.  | Egy nagy lépés (A Big Move)                                     | Kabir Akhtar      | Christine Zander               | 2021. február 18. 2023. június 26.  | 3,76 millió |
| 28.  | 10. | Azok az emlékek (In Memory Of...)                               | Angela Tortu      | Jason Belleville               | 2021. február 25. 2023. június 27.  | 3,76 millió |
| 29.  | 11. | Nyúl a távolban (So Far Away)                                   | Lauren Hennessey  | Mike Schiff                    | 2021. március 4. 2023. június 28.   | 3,81 millió |
| 30.  | 12. | Ki nevet a vénnel? (Out With the Old)                           | Pete Chatmon      | Jake Lasker                    | 2021. március 18. 2023. június 29.  | 3,43 millió |
| 31.  | 13. | Előbb fel a maszkkal (Put Your Mask on First)                   | Angela Tortu      | Bill Martin                    | 2021. március 18. 2023. június 30.  | 3,19 millió |

## A sorozat készítése
2019. február 6-án bejelentették, hogy a CBS próbaepizód megrendelést adott a produkciónak. 2019. május 9-én bejelentették, hogy a produkció sorozat megrendelést kapott. A sorozatot Bill Martin és Mike Schiff készítette, akik a sorozat vezető producerei is Aaron Kaplan, Dana Honor, Wendi Trilling és Peyton Reed mellett. A sorozatban részt vevő produkciós cégek a Trill TV, a Kapital Entertainment és a CBS Television Studios.